# Nàng In-soon xinh đẹp
Nàng In-soon xinh đẹp (tiếng Hàn: 인순이는예쁘다; Romaja: Insunyineun Yeoppeuda) là một bộ phim truyền hình Hàn Quốc có độ dài 16 tập, sản xuất năm 2007 với sự tham gia của các diễn viên Kim Hyun-joo, Kim Min-jun, Lee Wan. Phim được phát sóng tối thứ Tư và thứ Năm của trên kênh truyền hình KBS2 lúc 09:50 - 10:50 (giờ KST) từ ngày 7 tháng 11 đến ngày 27 tháng 12 năm 2007.

## Nội dung
Kể về cuộc sống tái hoà nhập cộng đồng sau khi ra tù của Park In-soo, cô gái bị kết án tù vì tội ngộ sát sau khi vô ý giết chết bạn học ở trường trung học, một kẻ chuyên bắt nạt. Sau khi mãn hạn tù, cô cố gắng bắt đầu cuộc sống mới của mình. Nhưng tiền án đã khiến cô gặp khó khăn khi tìm kiếm việc làm và đối mặt với sự kỳ thị của mọi người. Với một loạt các sự kiện: sớm đoàn tụ với mẹ cô, người đã bỏ rơi cô ngay sau khi cha cô qua đời; gặp gỡ giáo viên trung học của cô để tìm kiếm sự động viên; thậm chí quyết định tự tử. Liệu cuối cùng cô có tìm được hạnh phúc.

## Phân vai

### Diễn viên chính
- Kim Hyun-joo trong vai Park In-sun
  - Hong Ah-reum trong vai Park In-soon tuổi teen
- Kim Min-jun trong vai Yoo Sang-woo
  - Choi Won-tae trong vai Yoo Sang-woo tuổi teen
- Lee Wan trong vai Chang Keun-soo.

### Diễn viên phụ

#### Những người xung quanh Sang-woo
- Kim Mi-kyung trong vai Oh Myung-sook (mẹ của Sang Woo)
- Choi Il-hwa trong vai Yoo Byung-gook (cha của Sang Woo)
- Na Yoon trong vai Song Jin-tae (đồng nghiệp ở đài truyền hình)
- Jo Deok-hyeon - Go Jae-sik (đồng nghiệp ở đài truyền hình)
- Lee In-hye - Han Jae-eun [2]

#### Những người xung quanh In-soon
- Na Young-hee - Lee Seon-young (mẹ của In Soon)
- Seo Hyo-rim - Kim Jung-ah (Em gái của In Soon) [3]
- Eom Hyo-seop - Seo Kyung-joon (giáo viên trung học)
- Lee Hyun-joon - Seo Eun-seok (con trai của Kyung Joon)
- Park Soon-cheon - Park Ok-seon (dì của In Soon)
- Jang Young-ran trong vai Go Mi-hwa (bạn của In Soon) [4]

#### Các diễn viên khác
- Cha Young-ok - Nam So-jeong (bạn của Sun Young)
- Lee Mae Ri trong vai Han Mi-jin (quán cà phê của trường trung học)

## Nhạc phim gốc[5]
| STT | Nhan đề                    | Nghệ sĩ       | Thời lượng |
| --- | -------------------------- | ------------- | ---------- |
| 1.  | "사랑을 보았나봐"          | FTIsland      | 3:20       |
| 2.  | "The Answer"               | Shin Sang Wu  | 5:32       |
| 3.  | "언제까지나"               | Chae Dong     | 4:49       |
| 4.  | "Sugar Tango"              | 고광일        | 3:50       |
| 5.  | "너를 잡기 전에"           | Jeon Geun Hwa | 3:56       |
| 6.  | "Mom & I"                  | 정태유        | 2:40       |
| 7.  | "사랑만 사랑만 사랑하나만" | Jeon Geun Hwa | 4:28       |
| 8.  | "Love Like This"           | 이경섭        | 2:43       |
| 9.  | "The Peace"                | Shin Sang Wu  | 6:26       |
| 10. | "눈을 뜨면"                | Jung          | 4:01       |
| 11. | "빛"                       | 이정철        | 2:32       |
| 12. | "Walking In The Sky"       | 고광일        | 3:39       |
| 13. | "The Comfort"              | Shin Sang Wu  | 3:18       |
| 14. | "Don't Let Me Go"          | 이경섭        | 2:47       |
| 15. | "Simply May"               | 고광일        | 2:37       |

## Sản xuất
- Bộ phim khởi quay vào ngày 25 tháng 7 năm 2007 [6][7]
- Buổi họp báo ra mắt bộ phim được tổ chức tại một quán cà phê ở Yongsan, Seoul vào ngày 17 tháng 10 năm 2007 [8]
- Đây là bộ phim của Kim Hyun-joo sau hai năm tạm nghỉ đóng phim [7]
- Đây là lần hợp tác thứ hai giữa đạo diễn Pyo Min-soo và biên kịch Jung Yoo-kyung của bộ phim truyền hình của đài MBC, Em từ đâu đến?
- Đây là lần xuất hiện đầu tiên trên đài KBS của Kim Hyun-joo kể từ khi cô ra mắt vào năm 1997. Bộ phim này, Boys Over Flowers và Partner là ba bộ phim truyền hình liên tiếp mà cô tham gia của đài KBS
- Kim Hyun-joo xuất hiện trong bộ phim này và không được trả đủ cát-xê, vì vậy cô đã đệ đơn kiện công ty sản xuất bộ phim và công ty quản lý cũ của mình, và cuối cùng cô đã thắng kiện.
- Đạo diễn Pyo Min-soo, hai diễn viên Seo Hyo-rim và Na Young-hee đã tiếp tục hợp tác vào năm 2008 trong bộ phim truyền hình Thế giới họ đang sống.

## Xếp hạng
Trong bảng này, các số màu xanh thể hiện xếp hạng thấp nhất và các số màu đỏ thể hiện xếp hạng cao nhất.
| Ep.        | Ngày phát sóng đầu tiên   | Tỷ lệ người xem trung bình |
| Ep.        | Ngày phát sóng đầu tiên   | AGB Nielsen                |
| Ep.        | Ngày phát sóng đầu tiên   | Toàn quốc                  |
| ---------- | ------------------------- | -------------------------- |
| 1          | Ngày 07 tháng 11 năm 2007 | 5.4%                       |
| 2          | Ngày 08 tháng 11 năm 2007 | 6,3%                       |
| 3          | Ngày 14 tháng 11 năm 2007 | 7,0%                       |
| 4          | Ngày 15 tháng 11 năm 2007 | 6,9%                       |
| 5          | Ngày 21 tháng 11 năm 2007 | 6,5%                       |
| 6          | Ngày 22 tháng 11 năm 2007 | 7,4%                       |
| 7          | Ngày 28 tháng 11 năm 2007 | 6,8%                       |
| 8          | Ngày 29 tháng 11 năm 2007 | 7,0%                       |
| 9          | Ngày 05 tháng 12 năm 2007 | 6,2%                       |
| 10         | Ngày 06 tháng 12 năm 2007 | 8,5%                       |
| 11         | Ngày 12 tháng 12 năm 2007 | 8,7%                       |
| 12         | Ngày 13 tháng 12 năm 2007 | 7,3%                       |
| 13         | Ngày 19 tháng 12 năm 2007 | 10.4%                      |
| 14         | Ngày 20 tháng 12 năm 2007 | 6,8%                       |
| 15         | Ngày 26 tháng 12 năm 2007 | 5,6%                       |
| 16         | Ngày 27 tháng 12 năm 2007 | 8,1%                       |
| Trung bình | Trung bình                | 7.2%                       |

## Giải thưởng và đề cử
| Năm  | Giải thưởng                                  | Hạng mục                        | Đề cử        | Kết quả   |
| ---- | -------------------------------------------- | ------------------------------- | ------------ | --------- |
| 2007 | KBS Drama Awards                             | Nữ diễn viên xuất sắc nhất      | Kim Hyun-joo | Đoạt giải |
| 2008 | Giải thưởng Nghệ thuật Baeksang (lần thứ 47) | Nữ diễn viên xuất sắc nhất (TV) | Kim Hyun-joo | Đề cử     |